# Phan Hoàng Hải
Phan Hoàng Hải là kiểm sát viên cao cấp người Việt Nam. Ông hiện giữ chức vụ Viện trưởng Viện kiểm sát nhân dân tỉnh Trà Vinh.

## Tiểu sử
Phan Hoàng Hải là Đảng viên Đảng Cộng sản Việt Nam.
Ngày 22 tháng 12 năm 2011, Phan Hoàng Hải, Phó Viện trưởng Viện kiểm sát nhân dân tỉnh Trà Vinh, được Phó Viện trưởng thường trực Viện kiểm sát nhân dân tối cao Việt Nam Hoàng Nghĩa Mai trao Quyết định số 01/QĐ-VKSTC-V9 ngày 1/12/2011 của Viện trưởng Viện kiểm sát nhân dân tối cao Việt Nam bổ nhiệm giữ chức vụ Viện trưởng Viện kiểm sát nhân dân tỉnh Trà Vinh kể từ ngày 1 tháng 1 năm 2012.
Ngày 3 tháng 4 năm 2016, Phan Hoàng Hải được bổ nhiệm chức danh kiểm sát viên cao cấp.
Tháng 9 năm 2018, Phan Hoàng Hải là Viện trưởng VKSND tỉnh Trà Vinh.